# Герб Вологодской области
Герб Волого́дской о́бласти — один из официальных символов Вологодской области, наравне с флагом.
Герб Вологодской области утверждён 11 октября 1995 года и внесён в Государственный геральдический регистр Российской Федерации под № 101.

## Описание и обоснование символики
Герб Вологодской области разработан на основе исторического герба Вологодской губернии второй половины XIX века.
Геральдическое описание (блазон):
В червлёном (красном) поле выходящая из серебряных облаков десница в золотом одеянии, держащая золотую, украшенную драгоценными камнями державу и серебряный меч с золотым эфесом, положенный в перевязь; во главе щита — российская императорская корона, как она изображалась в губернских гербах, с развевающимися лазоревыми (синими, голубыми) лентами.
Установленное законом официальное толкование основных элементов герба:
- Десница с мечом — символ справедливости, правового суда, а также защиты Отечества
- Держава — знак власти, государственности, прав субъекта Российской федерации
- Императорская корона символизирует исторический государственный территориальный статус Вологодской земли. Корона является традиционным геральдическим знаком высокого достоинства и власти
- Червлень (красный цвет) гербового поля символизирует власть и мужество, золото служит обозначением изобилия и могущества, серебро — благородства, света и чистоты

Воспроизведение герба регулируется «Законом Вологодской области о гербе Вологодской области» Архивная копия от 22 февраля 2005 на Wayback Machine.

## История

### Эмблема
Прототипом герба стала эмблема сформированного в 1700 году в Новгороде полка, в 1708 году переименованного в Вологодский. В 1712 году эмблема была изображена на полковом знамени Вологодского армейского и Вологодского драгунского полка.
Первоначально она представляла собой выходящую из облака руку с кривой саблей, опирающуюся на державу, вверху лавровая ветвь. В таком виде эмблема вошла в специальный Знамённый Гербовник 1712 года. Её девиз «через железо и злато» в трактовке Петра I означает «через бой к победе и славе».

### Знамя 1730 года
В дальнейшем эмблема совершенствовалась, стала представлять композицию, составленную по геральдическим канонам, и в таком виде изображена в новом Знамённом Гербовнике 1729—1730 годов. В нём под № 35 значится:

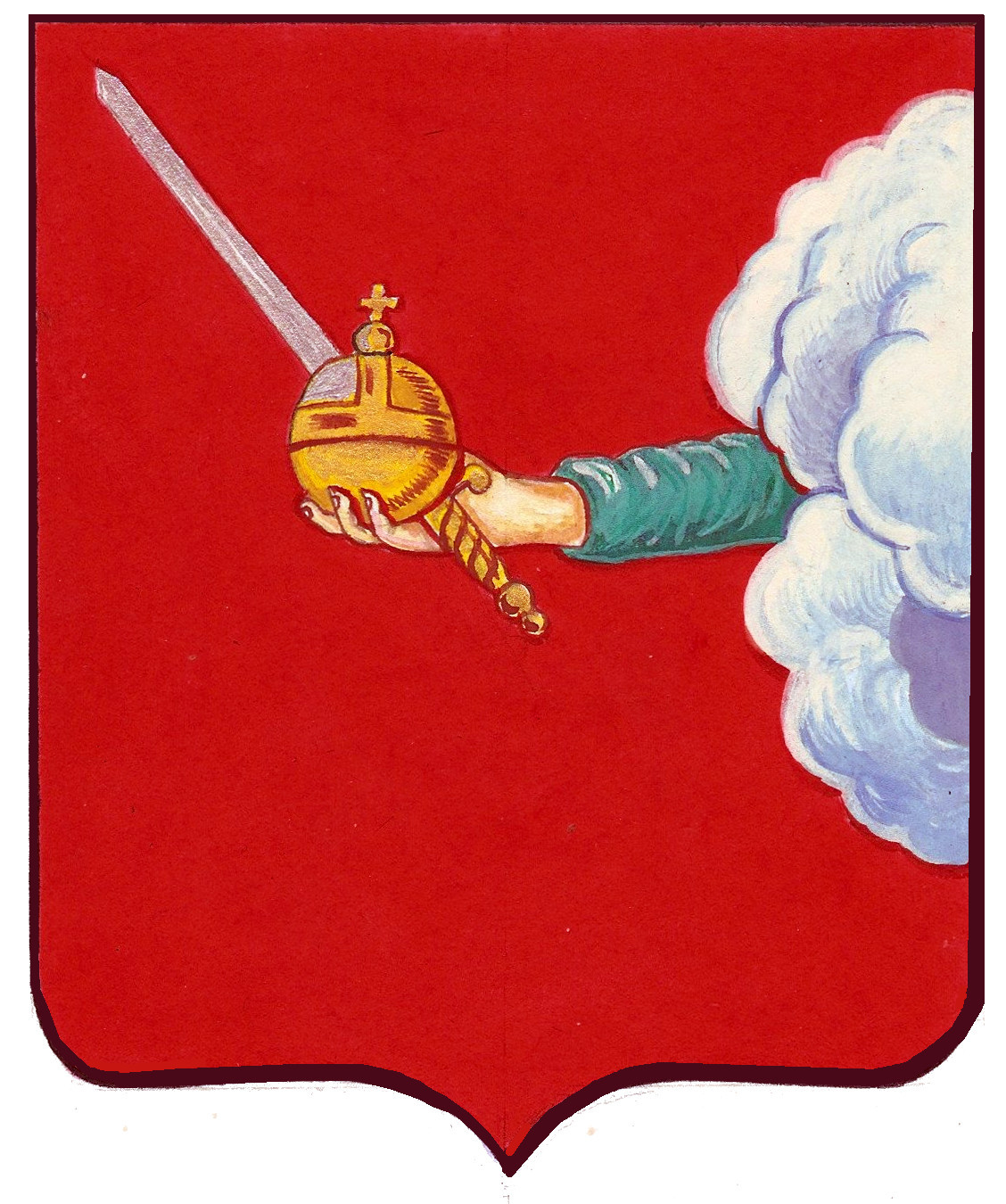
Герб 1780 года

Вологодской, против старого, держава золотая, за ней из облака рука с мечом белым с золотым эфесом, поле красное
.

### Высочайше утверждённый герб
2 октября 1780 года эмблема утверждена Екатериной II как герб города Вологды. Во второй половине XIX века щит герба был увенчан императорской короной (применялась в гербах губерний, столиц и губернских городов), обрамлён дубовыми листьями и Андреевской лентой (голубого цвета, в гербах губернских).
5 июля 1878 года символ высочайше утверждается как герб Вологодской губернии. Через два года после принятия герба область обрела и флаг. На флаге в верхнем углу у древка изображён герб Вологодской области.

### Новое время
В Начале 1995 года художник О. В. Свириденко разработал по мотивам герба Вологодской губернии и города Вологды (образца 1994 года) первый проект герба Вологодской области опубликовав проект в областной газете «Русский Север». Летом 1995 года проект был принят в первом чтении Законодательным собранием и направлен на экспертизу в Геральдический совет при президенте Российской Федерации.11 сентября 1995 года губернатор Вологодской области подписал Закон «О гербе Вологодской области». Архивная копия от 26 января 2018 на Wayback Machine
В Начале XXI века разработана полная версия герба Вологодской области с дополнительными элементами: короной, щитодержателями, девизом и орденской лентой. Проект прошёл федеральную экспертизу в Геральдическом совете при президенте Российской Федерации, но по сей день не утверждён (наложено «вето» экс-губернатором В. Е. Позгалёвым).

## Галерея

Свидетельство о регистрации официального символа 101